# Filipa Carmo da Silva
Filipa là một ca sĩ và nhạc sĩ Nam Phi. Cô đã nhận được sự công nhận rộng rãi về việc giành chiến thắng trong cuộc thi cover của RyanSeacrest.com cho bài hát của cô. Sau năm vòng, Filipa đã giành được chiến thắng với video ca nhạc mang chủ đề Pearl Habor do Kyle White đạo diễn.
Điều này cung cấp cho cô một nền tảng toàn cầu để phát hành đĩa đơn Chills đầu tay của mình vào tháng 5 năm 2014.
Filipa được yêu cầu hát bài quốc ca Bồ Đào Nha tại trận Bồ Đào Nha - Mozambique trong FIFA World Cup 2010; trước sự tham gia không ít hơn 30 000 người.
Filipa đã dành phần lớn thời gian của mình kể từ năm 2014 để làm việc với các nhạc sĩ và nhà sản xuất ở Mỹ, bao gồm cả nhạc sĩ từng đoạt giải Grammy Pam Sheyne (nổi tiếng với hit toàn cầu của Christiana Aguilera, "Genie in a Bottle"). Ra mắt vào năm 2016, Little White Lie nhanh chóng leo lên các bảng xếp hạng radio và iTunes ở Nam Phi.
Cô cũng dành thời gian phát triển âm nhạc độc đáo của riêng mình, cũng như mở rộng ranh giới âm nhạc của mình để phát triển như một nghệ sĩ.
Với những thông điệp sâu sắc và mang bản ngã cá nhân trong tất cả lời bài hát của mình, Filipa tiếp tục chạm vào trái tim và tâm trí khán giả bằng âm nhạc và tài năng của cô. Để ghi nhận điều này, cô đã được vinh danh với Next Big Thing của Glamour tại Giải thưởng Phụ nữ của năm 2014, cũng như giành được một đề cử trong Cosmo Awesome Women.

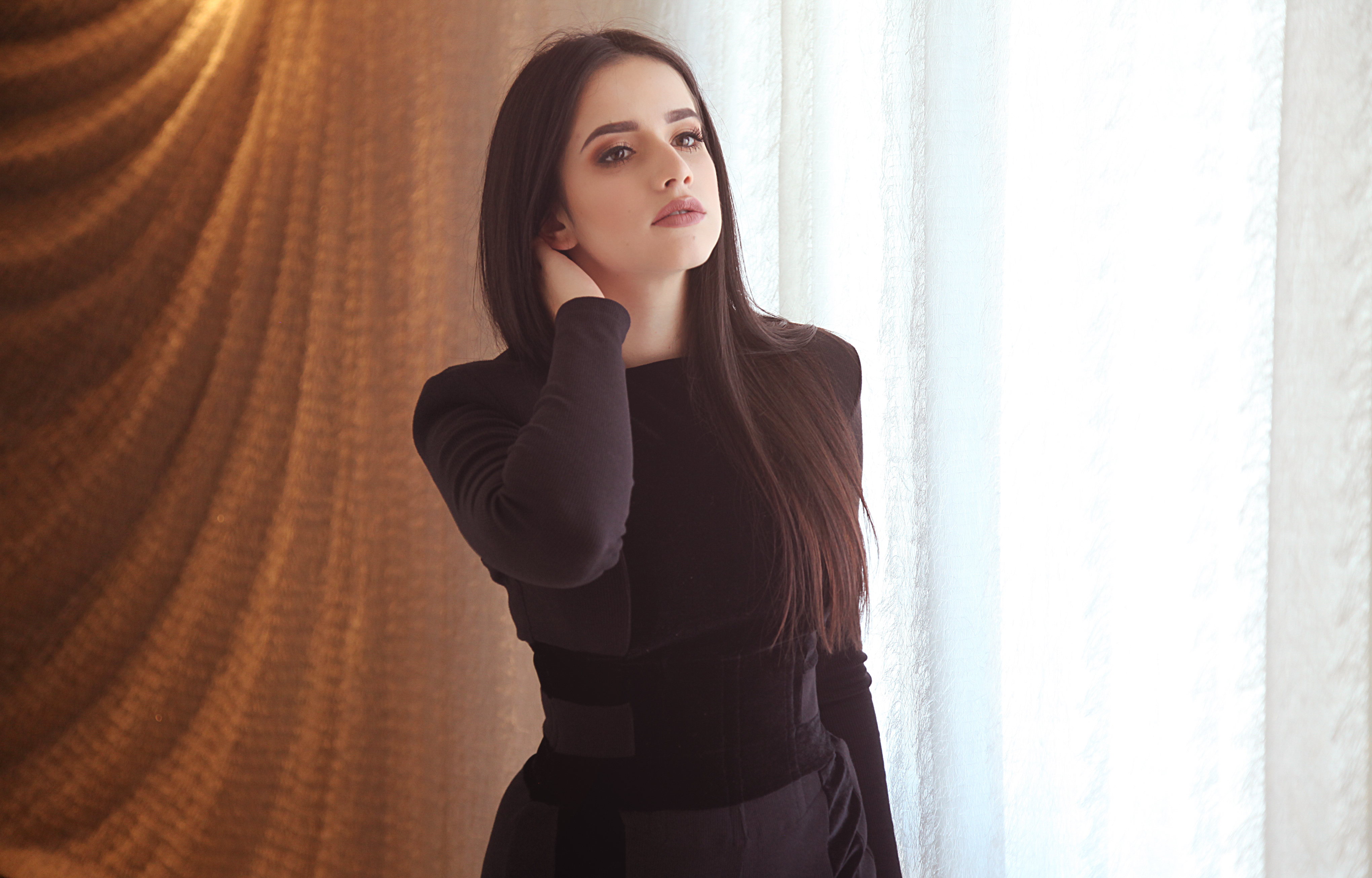
Filipa

Làm việc với các nghệ sĩ, nhà sản xuất và nhạc sĩ, cả trong và ngoài nước, các sản phẩm âm nhạc sắp tới của Filipa chắc chắn sẽ tạo ra sự khuấy động mà giờ đây được mong đợi từ tài năng, sự kiên trì và sự cống hiến của Filipa.